# 조운동
조운동(朝雲洞)은 강원특별자치도 춘천시의 행정동이다. 춘천시에서 면적이 가장 좁은 동이다. 법정동인 조양동(朝陽洞)과 운교동(雲橋洞)을 관할한다.

## 개요
조운동은 도심부에 위치한 주택, 상가, 금융, 의료기관이 밀집된 복합지역으로 시장, 백화점 등 서비스업종이 주를 이루고 있으며 한류 열풍을 시발한 《겨울연가》 촬영지인 명동 거리와 춘천의 대표 향토음식인 닭갈비의 원조를 이루는 닭갈비골목이 위치하고, 새명동, 동부시장, 광장시장 등 재래시장과 현대상가가 복합된 이동인구가 가장 많은 춘천의 중심지이다. 조운동은 1973년 12월 31일까지는 조양운교동으로 불렸고, 1974년 1월 1일 조례 제 621호에 의해 조운동으로 개칭하였다.

## 행정 구역
- 조양동
- 운교동

## 주요 시설

### 관공서
- 조운동 행정복지센터
- 금융감독원 춘천사무소

### 상업 시설
- 동부시장
- M백화점